# طائر الراهب الصغير
طائر الراهب الصغير (الاسم العلمي: Philemon citreogularis)، نوع من الطيور التي تتبع جنس طائر الراهب وفصيلة آكلات العسل. يوجد في جميع أنحاء شمال وشرق أستراليا وكذلك جنوب بابوا غينيا الجديدة.